# Criterion Games
Criterion Games是总部位于英国萨里郡吉爾福德的游戏开发商，于1996年1月成立，最初是佳能子公司Criterion Software旗下的分部之一，而后于2004年10月被艺电收购。曾開發過橫衝直撞系列和极品飞车系列等賽車遊戲。至2017年4月為止，共雇用约90名职员。

## 历史

2009年至2018年間Criterion Games之識別標誌

Criterion Software Ltd于1993年由David Lau-Kee和亞當·比爾亞德（Adam Billyard）在佳能的欧洲研究实验室中成立，拥有商业化的3D图形渲染技术，被分拆出来前是佳能所属的公司。
Criterion Software是一家技术公司，专门负责RenderWare引擎系列中，人工智能，音频和物理组件等的开发。Criterion Games是Criterion Software的一个部门，成立的目的是开发使用RenderWare引擎的游戏。
2004年8月，艺电宣布以680万美元的价格收购Criterion Games和Criterion Software，其后开发的第一人称射击游戏Black发布。收购后，该公司和艺电宣布RenderWare引擎将继续提供给第三方客户。然而，因为所依靠的技术被竞争对手所拥有，所以一些客户认为风险太大。美国艺电公司已经自行撤出RenderWare引擎的中间件市场，但是少部分人仍在使用和进行内部开发。
2006年夏天，该公司解散了在英国Derby satellite的工作室，解雇了所有的程序员和维护人员。2007年3月上旬，美国艺电将位于切尔西的开发工作室与Criterion Games搬进了位于吉尔福德市中心的一座新大楼，不过两个团队并没有整合在一起。
2010年6月14日，该公司宣布使用名为Chameleon全新图形引擎的遊戲極速快感：超熱力追緝在2010年11月发布。2012年6月1日的2012电子娱乐博览会上，美国艺电公布该公司第二款极品飞车系列游戏（即极品飞车：最高通缉）於2012年10月30日发布。在2012电子娱乐博览会上，该公司称公司拥有极品飞车的专营权。
2013年4月28日，比爾亞德通过推特宣布Criterion Games计划放弃开发传统赛车游戏，专注于其他类型的项目。在2013年9月13日，标准选出削减其人员只剩下17人，80％的员工（70人）到了Ghost Games继续进行极品飞车的工作。
2014年1月3日，Criterion Games宣布，Fiona Sperry和比爾亞德已经离开公司并成立一家新工作室。
在2015年6月，新闻网站Nintendo Life称，2011年初任天堂欧洲研发部接洽Criterion games，希望他们开发一款新的F-Zero游戏，并有望在同年E3上与当时尚未发布的Wii U游戏机一起推出。然而，因为当时他们将大量资源投入到开发极品飞车：最高通缉，故开发人员无法处理这个问题。该网站是由一个匿名但“可靠”的消息来源透露的，但当联合创始人Alex Ward（2014年离职）承认欧洲任天堂确实与公司接洽，准备在Wii U上开发F-Zero游戏时，联合创始人比爾亞德也公开承认在任天堂欧洲研发部时公司想在Wii U上开发F-Zero游戏。比爾亞德也在推特上称公司想开发、也有机会开发他们的第一款极限竞速、疯狂的麦克斯、沃克斯豪尔竞速、命令与征服、第一人称射击游戏和急速六十秒等游戏。

## 遊戲作品
| 年份 | 遊戲名稱             | 平台                                                                       | 發行商                            | 備註               |
| ---- | -------------------- | -------------------------------------------------------------------------- | --------------------------------- | ------------------ |
| 1996 | Scorched Planet      | Microsoft Windows                                                          | Virgin Interactive                |                    |
| 1997 | Speedboat Attack     | Microsoft Windows                                                          | Telstar Electronic Studios        |                    |
| 1997 | Sub Culture          | Microsoft Windows                                                          | 育碧                              |                    |
| 1998 | Redline Racer        | Dreamcast、Microsoft Windows                                               | 育碧                              |                    |
| 1999 | TrickStyle           | Dreamcast、Microsoft Windows                                               | Acclaim Entertainment             |                    |
| 2000 | Deep Fighter         | Dreamcast、Microsoft Windows                                               | Ubisoft                           |                    |
| 2001 | AirBlade             | PlayStation 2                                                              | 索尼電腦娛樂 (歐洲) 南夢宮 (北美) |                    |
| 2001 | 橫衝直撞             | GameCube、PlayStation 2、Xbox                                              | Acclaim Entertainment             |                    |
| 2002 | 橫衝直撞2            | GameCube、PlayStation 2、Xbox                                              | Acclaim Entertainment             |                    |
| 2004 | 橫衝直撞3            | PlayStation 2、Xbox                                                        | 美商藝電                          |                    |
| 2005 | 橫衝直撞：傳奇       | PlayStation Portable                                                       | 美商藝電                          |                    |
| 2005 | 橫衝直撞：復仇       | PlayStation 2、Xbox、Xbox 360                                              | 美商藝電                          |                    |
| 2006 | 黑煞                 | PlayStation 2、Xbox                                                        | 美商藝電                          |                    |
| 2008 | 橫衝直撞：狂飆樂園   | Microsoft Windows、PlayStation 3、Xbox 360                                 | 美商藝電                          |                    |
| 2010 | 極速快感：超熱力追緝 | Microsoft Windows、PlayStation 3、Xbox 360                                 | 美商藝電                          |                    |
| 2011 | 橫衝直撞 Crash!      | iOS、PlayStation 3、Xbox 360                                               | 美商藝電                          |                    |
| 2012 | 極速快感：新全民公敵 | Microsoft Windows、PlayStation 3、PlayStation Vita、Wii U、Xbox 360        | 美商藝電                          |                    |
| 2013 | 極速快感：生存競速   | Microsoft Windows、PlayStation 3、PlayStation 4、Xbox 360、Xbox One        | 美商藝電                          | 支援開發           |
| 2016 | 星際大戰：戰場前線   | PlayStation 4                                                              | 美商藝電                          |                    |
| 2017 | 星際大戰：戰場前線II | Microsoft Windows、PlayStation 4、Xbox One                                 | 美商藝電                          | 支援開發           |
| 2018 | 戰地風雲5            | Microsoft Windows、PlayStation 4、Xbox One                                 | 美商藝電                          | 協助開發大逃殺模式 |
| 2021 | 戰地風雲2042         | Microsoft Windows、PlayStation 4、PlayStation 5、Xbox One、Xbox Series X/S | 美商藝電                          | 支援開發           |
| 2022 | 極速快感：桀驁不馴   | Microsoft Windows、PlayStation 5、Xbox Series X/S                          | 美商藝電                          |                    |